# Megalonitis gigas
Megalonitis gigas är en skalbaggsart som beskrevs av Bertoloni 1855. Megalonitis gigas ingår i släktet Megalonitis och familjen bladhorningar. Inga underarter finns listade i Catalogue of Life.